# Music (film)
Music is een Amerikaans muzikale dramafilm uit 2021, geregisseerd door Sia. De film is haar regiedebuut. De hoofdrollen worden vertolkt door Kate Hudson, Leslie Odom jr. en Maddie Ziegler. De film werd hetzelfde jaar genomineerd voor twee Golden Globes.

## Verhaal
Kazu Gamble, bijgenaamd "Zu", is net uit de ontwenningskliniek gekomen. Ze wordt de nieuwe en enige voogd van haar jonge autistische stiefzus Music, die leeft in haar eigen wereld van verbeelding en muziek. Zu probeert om te gaan met deze nieuwe verantwoordelijkheden. Daarbij krijgt ze hulp van haar buurman Ebo.

## Rolverdeling
| Acteur          | Personage                |
| --------------- | ------------------------ |
| Kate Hudson     | Kazu "Zu" Gamble         |
| Maddie Ziegler  | Music Gamble             |
| Leslie Odom jr. | Ebo Odom                 |
| Héctor Elizondo | George                   |
| Mary Kay Place  | Millie                   |
| Juliette Lewis  | Evelyn                   |
| Kathy Najimy    | Evelyn's moeder          |
| Henry Rollins   | Ebo's buurman            |
| Parvesh Cheena  | Elektronicawinkelmanager |
| Tig Notaro      | Radgicals Host           |
| Sia             | Popster zonder grenzen   |

## Productie
De film werd door Sia aangekondigd op het Filmfestival van Venetië in 2015, waarmee ze haar regiedebuut maakt en met Maddie Ziegler in de hoofdrol. Die speelde in een reeks videoclips die Sia samen met Daniel Askill regisseerde en veel heeft gedanst in Sia's live-optredens. Het scenario van de film is mede geschreven door Sia en kinderboekenschrijver Dallas Clayton op basis van een verhaal van één pagina dat ze in 2007 had geschreven.
Het project was oorspronkelijk een niet-muzikale film, maar werd later een musical gemaakt. Door de transformatie naar een musical steeg het budget van de film van 4 miljoen naar 16 miljoen Amerikaanse dollar. De liedjes zijn geschreven door Sia, met choreografie van haar vaste medewerker Ryan Heffington. De film kreeg eerst de werktitel Sister en vervolgens omgedoopt tot Music.
Het grootste deel van de casting van de film werd georganiseerd via sociale media. De opnames vonden plaats in medio 2017 en gedurende 40 dagen.
Sia schreef 10 originele liedjes voor Music, die voornamelijk werden uitgevoerd door de drie belangrijkste castleden Kate Hudson, Leslie Odom jr. en Maddie Ziegler. Sommige van de nummers staan op Sia's negende studioalbum, Music: Songs from and Inspired by the Motion Picture, die op 12 februari 2021 werd uitgebracht door Monkey Puzzle en Atlantic Records  als liedjes uit en geïnspireerd door de film, waaronder de nummers "Together" van Sia en "Floating Through Space" van Sia en David Guetta.

## Release
In mei 2019 verklaarde Sia dat de film in oktober van dat jaar zou worden uitgebracht. De film werd echter verwacht vanaf juli 2020 na Tenet, maar het werd verder uitgesteld tot begin 2021. In oktober 2020 maakten de producenten van de film bekend dat HanWay Films de wereldwijde verkoop, distributie en marketing zou verzorgen. Een teaser-trailer werd uitgebracht door Sia op 19 november 2020 en de Amerikaanse trailer werd op 15 januari 2021 uitgebracht door distributeur Vertical Entertainment.
Music werd in Australië uitgebracht op 14 januari 2021 door StudioCanal. In de Verenigde Staten werd de film één dag uitgebracht in een beperkt aantal bioscoopzalen op 10 februari 2021 en werd het gevolgd door een premium Video on demand-release in het hele land op 12 februari 2021.

## Prijzen en nominaties
| jaar | prijs         | categorie                                      | genomineerde(n)                 | uitslag     |
| ---- | ------------- | ---------------------------------------------- | ------------------------------- | ----------- |
| 2021 | Golden Globes | Beste komische of muzikale film                | Beste komische of muzikale film | Genomineerd |
| 2021 | Golden Globes | Beste actrice in een komische of muzikale film | Kate Hudson                     | Genomineerd |